# Opistodomos

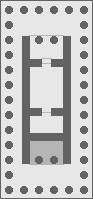
Opistodomos na planie świątyni (zaznaczony na szaro)

Opistodomos – pomieszczenie w świątyni greckiej pełniące czasem funkcję skarbca. Znajdowało się na tyłach świątyni, z przodu otwarte z kolumnadą, po bokach zamknięte dwiema ścianami zakończonymi pilastrami. Tworzyło jedną całość ze świątynią.